# Matsuda
Matsuda (松田町?) è una cittadina giapponese della prefettura di Kanagawa.